# Vremea fânului
Vremea fânului este un film românesc din 1974 regizat de Titus Mesaros.